# 美麗沙鮨
美麗沙鮨，為輻鰭魚綱鱸形目鱸亞目鮨科的其中一種，分布於西大西洋區，從美國北卡羅萊納州至烏拉圭海域，棲息深度1-80公尺，本魚背部淡褐色，並具2條褐色縱紋，身體銀白色，魚鰭灰色並具黃色小斑點，體長可達30公分，生活在沿海淺海域，為底棲性魚類，單獨活動，屬肉食性，可做為食用魚及遊釣魚。